# Liste des églises de la Guadeloupe, de Saint-Barthélemy, et de Saint-Martin
Cette liste des églises de la Guadeloupe, de Saint-Barthélemy, et de Saint-Martin recense les églises de la Guadeloupe, de Saint-Martin, et de Saint-Barthélemy.
Toutes sont situées dans le diocèse de Basse-Terre et Pointe-à-Pitre.

## Statistiques

### Nombres
La Guadeloupe compte 42 paroisses (pour 32 communes).

## Classement
Le classement ci-après se fait par commune selon l'ordre alphabétique.
Il est fait état des diverses protections dont elles peuvent bénéficier, et notamment les inscriptions et classements au titre des monuments historiques.

## Liste

### Guadeloupe
La liste suivante recense les églises catholiques de la Guadeloupe, en incluant les chapelles et les cathédrales. 

#### Église catholique
| Église                                                   | Commune                     | Adresse | Coordonnées                         | Notice         | Protection | Date        | Illustration                                        |
| -------------------------------------------------------- | --------------------------- | ------- | ----------------------------------- | -------------- | --- | ----------- | --------------------------------------------------- |
| Église Saint-Denis d'Anse-Bertrand                       | Anse-Bertrand               |         | 16° 28′ 22″ nord, 61° 30′ 32″ ouest |                | |             | Image manquante Téléverser                          |
| Église Saint-Jean-Baptiste de Baie-Mahault               | Baie-Mahault                |         | 16° 16′ 02″ nord, 61° 35′ 10″ ouest | « PA97100067 » | Classé MH | 2017        | Église Saint-Jean-Baptiste de Baie-Mahault          |
| Chapelle Notre-Dame de Jarry                             | Baie-Mahault                |         | 16° 14′ 04″ nord, 61° 33′ 44″ ouest |                | |             | Image manquante Téléverser                          |
| Église Saint-Dominique de Baillif                        | Baillif                     |         | 16° 01′ 16″ nord, 61° 44′ 43″ ouest |                | |             | Image manquante Téléverser                          |
| Cathédrale Notre-Dame-de-Guadeloupe de Basse-Terre       | Basse-Terre                 |         | 15° 59′ 45″ nord, 61° 43′ 47″ ouest | « PA00105849 » | Classé MH | 1975        | Cathédrale Notre-Dame-de-Guadeloupe de Basse-Terre  |
| Église Notre-Dame-du-Mont-Carmel de Basse-Terre          | Basse-Terre                 |         | 15° 59′ 25″ nord, 61° 43′ 29″ ouest | « PA97100020 » | Inscrit MH | 2006        | Église Notre-Dame-du-Mont-Carmel de Basse-Terre     |
| Ancienne église Notre-Dame-du-Mont-Carmel de Basse-Terre | Basse-Terre                 |         | 15° 59′ 24″ nord, 61° 43′ 35″ ouest |                | |             | Image manquante Téléverser                          |
| Église Saint-Louis de Bouillante                         | Bouillante                  |         | 16° 07′ 56″ nord, 61° 46′ 11″ ouest |                | |             | Église Saint-Louis de Bouillante                    |
| Église Saint-Hyacinthe de Capesterre-Belle-Eau           | Capesterre-Belle-Eau        |         | 16° 02′ 34″ nord, 61° 33′ 57″ ouest |                | |             | Image manquante Téléverser                          |
| Chapelle Sainte-Marie-des-Fleurs de Capesterre-Belle-Eau | Capesterre-Belle-Eau        |         | 16° 06′ 01″ nord, 61° 33′ 47″ ouest |                | |             | Image manquante Téléverser                          |
| Chapelle Saint-Jean-Baptiste-Saint-Sauveur de Bananier   | Capesterre-Belle-Eau        |         | 16° 00′ 29″ nord, 61° 35′ 33″ ouest |                | |             | Image manquante Téléverser                          |
| Église Sainte-Anne de Capesterre-de-Marie-Galante        | Capesterre-de-Marie-Galante |         | 15° 53′ 33″ nord, 61° 13′ 18″ ouest | « IA97102038 » | |             | Église Sainte-Anne de Capesterre-de-Marie-Galante   |
| Église Saint-Pierre-et-Saint-Paul de Deshaies            | Deshaies                    |         | 16° 18′ 25″ nord, 61° 47′ 38″ ouest |                | |             | Église Saint-Pierre-et-Saint-Paul de Deshaies       |
| Église Saint-Charles de Gourbeyre                        | Gourbeyre                   |         | 15° 59′ 37″ nord, 61° 41′ 40″ ouest |                | |             | Image manquante Téléverser                          |
| Église Sainte-Anne de Goyave                             | Goyave                      |         | 16° 08′ 06″ nord, 61° 34′ 22″ ouest |                | |             | Église Sainte-Anne de Goyave                        |
| Nouvelle église Saint-Anne de Goyave                     | Goyave                      |         | 16° 08′ 09″ nord, 61° 34′ 22″ ouest |                | |             | Nouvelle église Saint-Anne de Goyave                |
| Église de l'Immaculée-Conception de Grand-Bourg          | Grand-Bourg                 |         | 15° 53′ 01″ nord, 61° 18′ 54″ ouest | « PA00105859 » | Inscrit MH | 1979        | Église de l'Immaculée-Conception de Grand-Bourg     |
| Église Notre-Dame-du-Bon-Secours de la Désirade          | La Désirade                 |         | 16° 18′ 14″ nord, 61° 04′ 31″ ouest | « PA97100044 » | Inscrit MH | 2013        | Église Notre-Dame-du-Bon-Secours de la Désirade     |
| Chapelle de la léproserie de Baie-Mahault                | La Désirade                 |         | 16° 19′ 51″ nord, 61° 00′ 59″ ouest |                | |             | Chapelle de la léproserie de Baie-Mahault           |
| Chapelle Notre-Dame-du-Phare de la Désirade              | La Désirade                 |         | 16° 19′ 36″ nord, 61° 01′ 31″ ouest |                | |             | Image manquante Téléverser                          |
| Chapelle Notre-Dame-du-Calvaire de la Désirade           | La Désirade                 |         | 16° 18′ 47″ nord, 61° 04′ 25″ ouest |                | |             | Chapelle Notre-Dame-du-Calvaire de la Désirade      |
| Église de la Sainte-Trinité de Lamentin                  | Lamentin                    |         | 16° 16′ 18″ nord, 61° 37′ 57″ ouest | « PA97100059 » | Classé MH | 2017        | Église de la Sainte-Trinité de Lamentin             |
| Église Saint-Louis du Gosier                             | Lamentin                    |         | 16° 12′ 24″ nord, 61° 29′ 40″ ouest |                | |             | Église Saint-Louis du Gosier                        |
| Église Saint-Jean-Baptiste du Moule                      | Le Moule                    |         | 16° 19′ 52″ nord, 61° 20′ 40″ ouest | « PA00105861 » | Inscrit MH Église, sauf façade principale classée et clocher ; Classé MH La façade principale                                                         | 1978 ; 1978 | Église Saint-Jean-Baptiste du Moule                 |
| Chapelle Notre-Dame-de-la-Charité du Moule               | Le Moule                    |         | 16° 20′ 12″ nord, 61° 22′ 17″ ouest |                | |             | Image manquante Téléverser                          |
| Église de l'Immaculée-Conception des Abymes              | Les Abymes                  |         | 16° 16′ 16″ nord, 61° 30′ 17″ ouest |                | |             | Église de l'Immaculée-Conception des Abymes         |
| Église Saint-André de Morne-à-l'Eau                      | Morne-à-l'Eau               |         | 16° 19′ 51″ nord, 61° 27′ 28″ ouest | « PA00105891 » | Classé MH | 2017        | Image manquante Téléverser                          |
| Église Notre-Dame-de-Pontmain de Vieux-Bourg             | Morne-à-l'Eau               |         | 16° 20′ 28″ nord, 61° 30′ 40″ ouest |                | |             | Image manquante Téléverser                          |
| Église Notre-Dame-de-Belle-Espérance de Morne-à-l'Eau    | Morne-à-l'Eau               |         | 16° 18′ 43″ nord, 61° 30′ 29″ ouest |                | |             | Image manquante Téléverser                          |
| Église Notre-Dame-de-l'Assomption de Petit-Bourg         | Petit-Bourg                 |         | 16° 11′ 39″ nord, 61° 35′ 30″ ouest | « IA97102049 » | |             | Église Notre-Dame-de-l'Assomption de Petit-Bourg    |
| Église Sainte-Thérèse-de-l'Enfant-Jésus de Prise-d'Eau   | Petit-Bourg                 |         | à géolocaliser                      |                | |             | Image manquante Téléverser                          |
| Église Saint-Philippe-et-Saint-Jacques de Petit-Canal    | Petit-Canal                 |         | 16° 22′ 45″ nord, 61° 29′ 32″ ouest |                | |             | Image manquante Téléverser                          |
| Chapelle du Christ-Roi des Mangles                       | Petit-Canal                 |         | 16° 23′ 32″ nord, 61° 27′ 27″ ouest |                | |             | Image manquante Téléverser                          |
| Chapelle Notre-Dame-de-l'Assomption de Pointe-Noire      | Pointe-Noire                |         | 16° 14′ 00″ nord, 61° 47′ 24″ ouest |                | |             | Chapelle Notre-Dame-de-l'Assomption de Pointe-Noire |
| Église Saint-Pierre-et-Saint-Paul de Pointe-à-Pitre      | Pointe-à-Pitre              |         | 16° 14′ 20″ nord, 61° 32′ 04″ ouest | « PA00105864 » | Classé MH | 1978        | Église Saint-Pierre-et-Saint-Paul de Pointe-à-Pitre |
| Église Saint-Jules de Pointe-à-Pitre                     | Pointe-à-Pitre              |         | à géolocaliser                      |                | |             | Image manquante Téléverser                          |
| Église Notre-Dame-de-Lourdes de Massabielle              | Pointe-à-Pitre              |         | 16° 14′ 07″ nord, 61° 31′ 54″ ouest |                | |             | Église Notre-Dame-de-Lourdes de Massabielle         |
| Église Notre-Dame-du-Bon-Secours de Port-Louis           | Port-Louis                  |         | 16° 25′ 04″ nord, 61° 31′ 58″ ouest |                | |             | Image manquante Téléverser                          |
| Église Saint-Augustin de Saint-Claude                    | Saint-Claude                |         | 16° 01′ 39″ nord, 61° 41′ 52″ ouest |                | |             | Église Saint-Augustin de Saint-Claude               |
| Chapelle Notre-Dame-de-Guadeloupe de Saint-Claude        | Saint-Claude                |         | 16° 02′ 36″ nord, 61° 41′ 42″ ouest |                | |             | Chapelle Notre-Dame-de-Guadeloupe de Saint-Claude   |
| Église Saint-François-d'Assise de Saint-François         | Saint-François              |         | 16° 15′ 05″ nord, 61° 16′ 25″ ouest | « IA97102071 » | |             | Église Saint-François-d'Assise de Saint-François    |
| Chapelle Notre-Dame de la Baie Olive                     | Saint-François              |         | à géolocaliser                      |                | |             | Image manquante Téléverser                          |
| Église Sainte-Anne de Sainte-Anne (Guadeloupe)           | Sainte-Anne                 |         | 16° 13′ 33″ nord, 61° 23′ 08″ ouest | « IA97102067 » | |             | Image manquante Téléverser                          |
| Église Sainte-Rose-de-Lima de Sainte-Rose                | Sainte-Rose                 |         | 16° 20′ 00″ nord, 61° 41′ 50″ ouest |                | |             | Église Sainte-Rose-de-Lima de Sainte-Rose           |
| Église Saint Nicolas de Petite Anse                      | Terre-de-Bas                |         | à géolocaliser                      |                | |             | Image manquante Téléverser                          |
| Église Notre-Dame-de-l'Assomption de Terre-de-Haut       | Terre-de-Haut               |         | 15° 52′ 00″ nord, 61° 34′ 57″ ouest | « PA00105873 » | Inscrit MH | 1979        | Église Notre-Dame-de-l'Assomption de Terre-de-Haut  |
| Église Notre-Dame-de-l'Assomption de Trois-Rivières      | Trois-Rivières              |         | 15° 58′ 32″ nord, 61° 38′ 41″ ouest | « IA97102077 » | |             | Église Notre-Dame-de-l'Assomption de Trois-Rivières |
| Chapelle de l'Immaculée-Conception de Trois-Rivières     | Trois-Rivières              |         | 15° 58′ 03″ nord, 61° 38′ 40″ ouest |                | |             | Image manquante Téléverser                          |
| Église Saint-Albert de Vieux-Fort                        | Vieux-Fort                  |         | 15° 56′ 54″ nord, 61° 41′ 54″ ouest | « PA00105876 » | Inscrit MH | 1978        | Église Saint-Albert de Vieux-Fort                   |
| Église Saint-Joseph de Vieux-Habitants                   | Vieux-Habitants             |         | 16° 03′ 37″ nord, 61° 45′ 54″ ouest | « PA00105877 » | Inscrit MH Les parties anciennes (nef, fonts baptismaux et clocher) en totalité, à l'exception des parties classées ; Classé MH La façade occidentale | 2006 ; 2007 | Église Saint-Joseph de Vieux-Habitants              |

### Saint-Barthélemy

#### Église catholique
| Église                                        | Commune  | Adresse | Coordonnées                         | Notice         | Protection | Date | Illustration                                  |
| --------------------------------------------- | -------- | ------- | ----------------------------------- | -------------- | --- | ---- | --------------------------------------------- |
| Église Notre-Dame-de-l'Assomption de Gustavia | Gustavia |         | 17° 53′ 41″ nord, 62° 50′ 54″ ouest | « PA97100008 » | Inscrit MH Église (à l'exclusion des décors intérieurs) , les éléments du parvis et de l'enclos paroissial avec ses murs, et son clocher | 1995 | Église Notre-Dame-de-l'Assomption de Gustavia |
| Église Notre-Dame-de-l'Assomption de Lorient  | Gustavia |         | 17° 54′ 19″ nord, 62° 49′ 26″ ouest | « PA97100007 » | Inscrit MH Clocher de l'église | 1995 | Église Notre-Dame-de-l'Assomption de Lorient  |

#### Église anglicane
| Église                                         | Commune  | Adresse | Coordonnées                         | Notice | Protection | Date | Illustration                                   |
| ---------------------------------------------- | -------- | ------- | ----------------------------------- | ------ | ---------- | ---- | ---------------------------------------------- |
| Église anglicane Saint-Bartholomew de Gustavia | Gustavia |         | 17° 53′ 43″ nord, 62° 50′ 55″ ouest |        |            |      | Église anglicane Saint-Bartholomew de Gustavia |

### Saint-Martin

#### Église catholique
| Église                                  | Commune | Adresse | Coordonnées                         | Notice | Protection | Date | Illustration                            |
| --------------------------------------- | ------- | ------- | ----------------------------------- | ------ | ---------- | ---- | --------------------------------------- |
| Église Saint-Martin-de-Tours de Marigot | Marigot |         | 18° 04′ 10″ nord, 63° 05′ 03″ ouest |        |            |      | Église Saint-Martin-de-Tours de Marigot |

#### Église protestante
| Église                       | Commune | Adresse | Coordonnées                         | Notice | Protection | Date | Illustration                 |
| ---------------------------- | ------- | ------- | ----------------------------------- | ------ | ---------- | ---- | ---------------------------- |
| Église méthodiste de Marigot | Marigot |         | 18° 04′ 02″ nord, 63° 05′ 09″ ouest |        |            |      | Église méthodiste de Marigot |